# Jitka Nováčková
Jitka Nováčková (28 de abril de 1992) es una modelo y reina de belleza checa. Fue coronada Česká Miss 2011 y representó a la República Checa en el certamen Miss Universo 2011.

## Primeros años
Nacida en České Budějovice, Nováčková es una estudiante en Gymnáziu Jírovcova y comenzó a modelar a los 9 años. Ella fue semifinalista en Elite Model Look República Checa 2009 y la cara de la campaña de primavera/verano 2009 para Nordlbanc en la República Checa y Eslovaquia.

## Česká Miss 2011
Nováčková, de 1,75 m (5 pies 9 pulgadas) de altura, compitió como una de los 14 finalistas en el concurso de su país, Česká Miss, transmitido en vivo por TV Prima el 19 de marzo de 2011, desde Praga, donde se convirtió en la ganadora final del título, ganando el derecho de representar a la República Checa en el Miss Universo 2011.

## Miss Universo 2011
Como representante oficial de su país para el concurso Miss Universo 2011, transmitido en vivo desde São Paulo (Brasil) el 12 de septiembre de 2011, compitió pero no clasificó.